# Port de Kuopio
Le port de Kuopio (finnois : Kuopion satama, LOCODE:FI KUO) est un port situé dans les quartiers Vahtivuori et Haapaniemi de Kuopio en Finlande.

## Présentation
Le port de Kuopio désigne le port de passagers et le port de marchandises de Kuopio.

## Port de passagers
Le port de passagers est situé dans le quartier de Vahtivuori.
En trafic de passagers, c'est le port le plus actif du bassin versant de la Vuoksi et des lacs de Finlande.
La zone du port de passagers est l'un des centres d'activités touristiques estivales de Kuopio, le long de la place du marché de Kuopio. 
Le port accueille les visiteurs qui souhaitent voir le lac Kallavesi et ceux qui partent en croisière.
Du port de voyageurs partent des navettes estivales pour Heinävesi et pour Savonlinna et autres excursions.
L'été les bateaux suivant circulent à partir du port: M/S Koski, M/S Puijo et M/S Ukko et parfois des bateaux à vapeur comme le S/S Karjalankoski.

## Port de Kumpusaari
Le port de marchandises de Kuopio ou port en eau profonde de Kumpusaari est situé dans le quartier de Haapaniemi.
Le port de fret est situé à environ deux kilomètres au sud-ouest du port de passagers,.
| Port               | 2015   | 2019   |
| ------------------ | ------ | ------ |
| Port de Kumpusaari | 42 105 | 24 008 |

Certaines marchandises sont transportées vers la mer Baltique par le canal de Saimaa.

## Vues du port

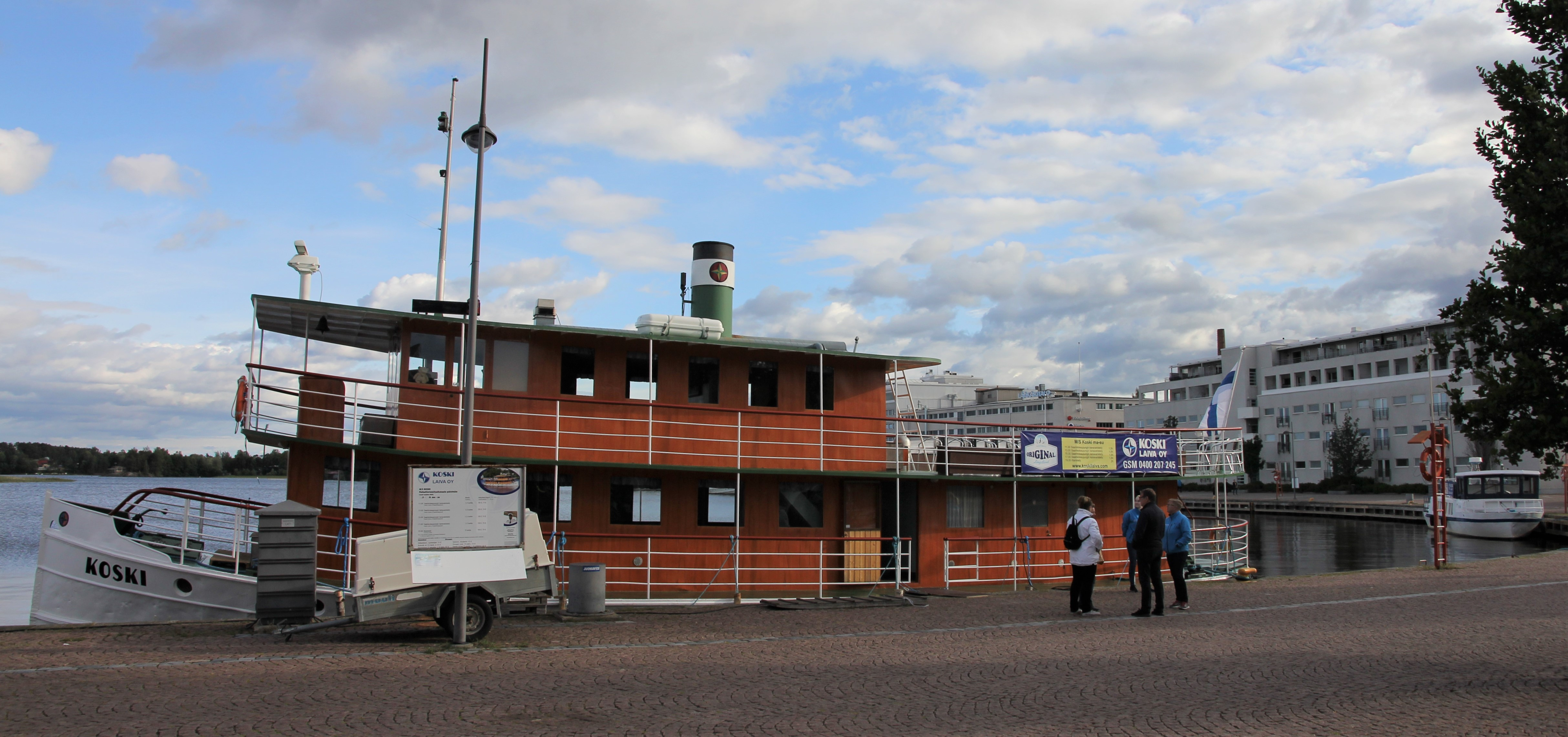
Le bateau de croisières m/s Koski.
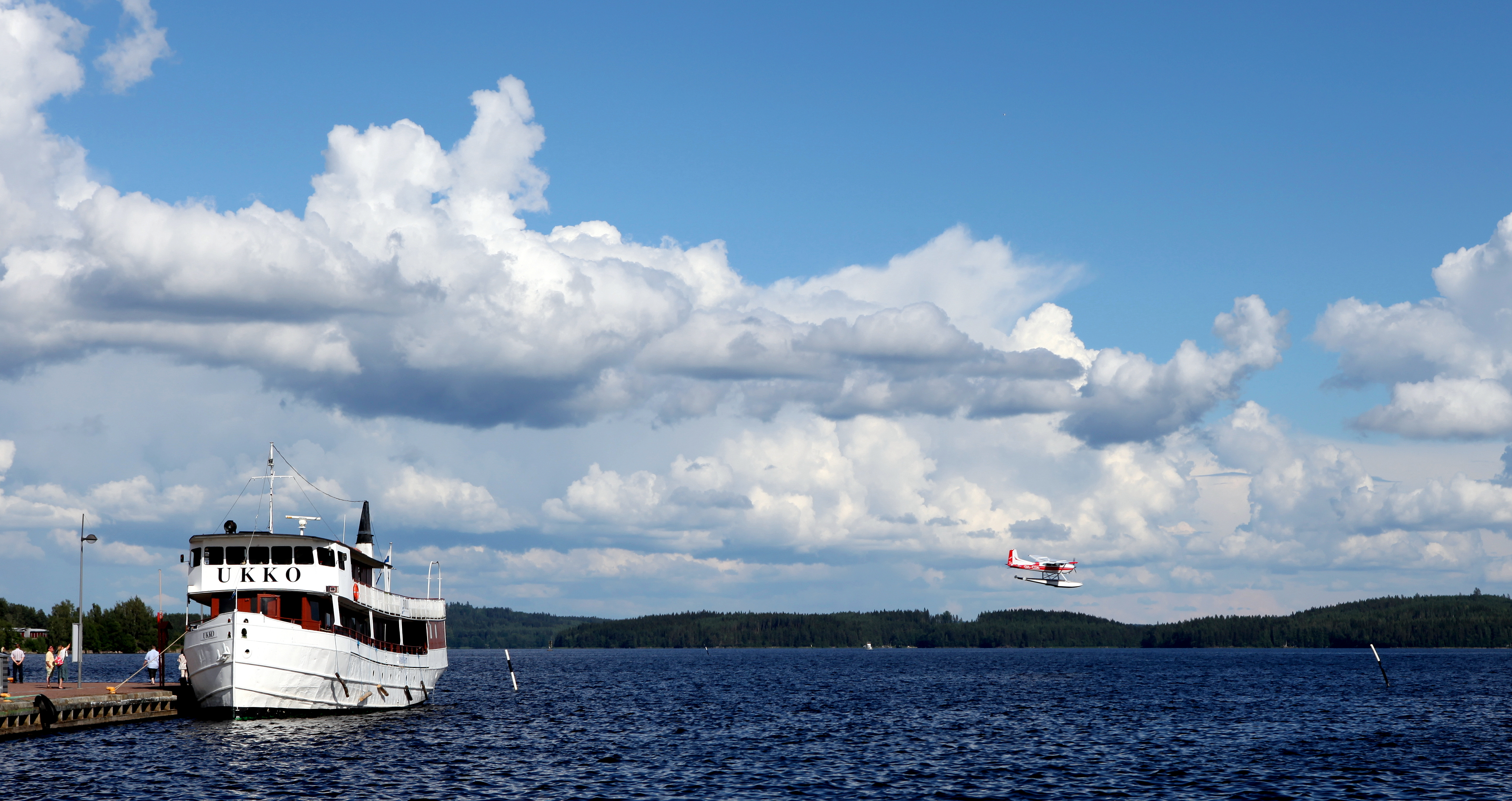
Le bateau restaurant m/s Ukko.